# 田中謙二
田中 謙二（たなか けんじ、1912年12月6日 - 2002年11月17日）は、日本の中国文学者。

## 経歴
1912年、滋賀県で生まれた。京都帝国大学文学部支那文学科で学び、1937年に卒業。1944年春、安田二郎と共に北京に留学した。
卒業後は、天理大学助教授に就いた。京都大学人文科学研究所助教授に転じ、後に教授昇格。1962年、学位論文『西廂記の研究』を京都大学に提出して文学博士の学位を取得。1977年に京都大学を定年退官し、名誉教授となった。その後は関西大学教授として教鞭を執った。

## 研究内容・業績
専門は中国の古典文学。特に戯曲を研究対象とし、文化と言葉について研究を進めた。

## 著作
著書
- 『資治通鑑』(中国文明選 1) 朝日新聞社 1974
  - 新編 ちくま学芸文庫 2019
- 『楽府・散曲』(中国詩文選 22) 筑摩書房 1983
- 『ことばと文学』汲古書院 1993
- 『朱子語類 外任篇訳註』汲古書院 1994

著作集
- 『田中謙二著作集』全3巻、汲古書院 2000

1. 『戯曲研究』
2. 『文学・語学研究、元典章文書の研究』
3. 『朱門弟子師事年攷ほか』

訳・校注
- 『史記 中国古典選』(全3巻) 一海知義共編著 朝日新聞社 1958-1964、新版 1967
  - 文庫化 朝日文庫(全5巻)
  - 朝日選書(全3巻)
  - 角川ソフィア文庫(全3巻)
- 『戯曲集』(中国古典文学全集 33) 平凡社 1959
  - 「救風塵」関漢卿
  - 「鉄拐李」岳伯川
  - 「合汗衫」張国賓
- 『龔自珍』(中国詩人選集二集 14) 注 岩波書店 1962、新版 1990[5]
- 『長安城中の少年：清末封建家庭に生れて』王独清著、平凡社東洋文庫 1965
  - ワイド版 2003年
- 『宋代詞集 元散曲』(中国古典文学大系 20) 倉石武四郎・須田禎一共訳、平凡社 1970
- 『戯曲集 上』(中国古典文学大系 52) 吉川幸次郎・田中謙二・浜一衛共訳、平凡社 1970

分担は「西廂記」王実甫、「救風塵・竇娥冤」関漢卿、「鉄拐李」合汗袗
- 『戯曲集 下』編、平凡社 1970
- 『元曲五種』池田大伍訳、補注、平凡社東洋文庫 1975
  - ワイド版 2004年
- 『文政九年遠州漂着得泰船資料』(江戸時代漂着唐船資料集 2) 松浦章共編著、関西大学出版部 1986

記念論文集
- 『中国古典戯曲論集』田中謙二博士頌寿記念論集刊行会編 汲古書院 1991

論文
- 田中謙二

## 資料
- 井上泰山・植松正・筧文生「先學を語る：田中謙二博士」『東方学』128, 東方学会, 2014年, 169-206頁.